# واحدلی
واحدلی (به لاتین: Vahidli) یک منطقه مسکونی در جمهوری آذربایجان است که در شهرستان تووز واقع شده است. واحدلی ۱۰۷۴ نفر جمعیت دارد.